# Kindžiro Šimizu
Kindžiro Šimizu (japonsko 清水 金二郎), japonski nogometaš.
Za japonsko reprezentanco je odigral eno uradno tekmo.